# Tư duy sáng tạo
Tư duy sáng tạo là chủ đề của một lĩnh vực nghiên cứu còn mới. Nó nhằm tìm ra các phương án, biện pháp thích hợp để kích hoạt khả năng sáng tạo và để tăng cường khả năng tư duy của một cá nhân hay một tập thể cộng đồng làm việc chung về một vấn đề hay lĩnh vực. Ứng dụng chính của bộ môn này là giúp cá nhân hay tập thể thực hành nó tìm ra các phương án, các lời giải từ một phần đến toàn bộ cho các vấn đề nan giải. Các vấn đề này không chỉ giới hạn trong các ngành nghiên cứu về khoa học kỹ thuật mà nó có thể thuộc lĩnh vực khác như chính trị, kinh tế, xã hội, nghệ thuật... hoặc trong các phát minh, sáng chế. Một danh từ khác được giáo sư Edward De Bono (1933 -) sử dụng để chỉ ngành nghiên cứu này và được dùng rất phổ biến là Tư duy định hướng.
Một số phương pháp tư duy sáng tạo đã và đang được triển khai thành các lớp học, các hội nghị chuyên đề ở các cơ quan, tổ chức xã hội, chính trị, chính trị - xã hội nhằm nâng cao hiệu quả làm việc của cá nhân hay tập thể. Ở các trường trung học của các nước phát triển, một số phương pháp quan trọng như tập kích não, giản đồ ý cũng đã được áp dụng cho học sinh biết cách áp dụng dưới dạng thô sơ; đồng thời cũng đã có nhiều cơ sở giáo dục tư thục giảng dạy các chuyên đề về phương pháp tư duy sáng tạo cho học viên mọi lứa tuổi.

## Đặc điểm
- Các bộ môn được xem là công cụ của ngành này bao gồm: Tâm lý học, giáo dục học, luận lý học (hay logic học), giải phẫu học, và các tiến bộ về y học trong lĩnh vực nghiên cứu não.
- Không có khuôn mẫu tuyệt đối: Cho đến nay vẫn không có phương pháp vạn năng nào để khơi dậy khả năng tư duy và các tiềm năng khổng lồ ẩn chứa trong mỗi con người. Tùy theo đặc tính của đối tượng làm việc và môi trường tại chỗ mà mỗi cá nhân hay tập thể có thể tìm thấy các phương pháp riêng thích hợp.
- Không cần đến các trang bị đắt tiền: Cho đến nay, các phương pháp tư duy sáng tạo chủ yếu vẫn là các cách thức tổ chức lề lối suy nghĩ có hướng và các dụng cụ sử dụng rất đơn giản chủ yếu là giấy, bút, phấn, bảng, lời nói, đôi khi là màu sắc, máy chiếu hình, từ điển... Một số phần mềm đã xuất hiện trên thị trường để giúp đẩy nhanh hơn quá trình hoạt động sáng tạo và làm việc tập thể có tổ chức và hiệu quả hơn. Song, tại một số trường học vẫn có thể tiến hành giảng dạy bộ môn này bằng những cuộc thảo luận chuyên đề hỗ trợ không tốn kém.
Cuối cùng, khoa này cũng không giới hạn tầm nghiên cứu của nó cho việc ứng dụng thành tựu mới của y học về não bộ và tin học và điều đó vẫn còn bỏ ngỏ cho các nhà nghiên cứu.
- Không phức tạp trong thực nghiệm: Thực nghiệm của hầu hết các phương pháp tư duy sáng tạo hiện nay rất đơn giản. Nếu cần quá trình đào tạo cấp tốc có thể từ 1 buổi cho tới dưới 1 tuần cho người học. Đa số các phương pháp đã được ghi sẵn ra từng bước như là những thuật toán. Điều kiện cho người thực hiện chỉ là sự hiểu biết và có khả năng tư duy cũng như đôi khi cần đến sự hỗ trợ của các kho dữ liệu về kiến thức chuyên môn mà vấn đề đặt ra có liên quan hay đề cập tới.
- Hiệu quả cao: Các phương pháp tư duy sáng tạo, nếu sử dụng đúng chỗ đúng lúc đều mang lại lợi ích rất cao, nhiều giải pháp được đưa ra chỉ nhờ vào phương pháp tập kích não. Các phương pháp khác cũng đã hỗ trợ rất nhiều cho các nhà phát minh, nhất là trong lĩnh vực kỹ thuật hay công nghệ.
- Giảm thiểu được áp lực quá tải của lượng thông tin: bằng các phương án tư duy có định hướng thì một hệ quả tất yếu là người nghiên cứu sẽ chọn lựa một cách tối ưu những dữ liệu cần thiết, do đó tránh các cảm giác lúng túng, mơ hồ, hay lạc lõng trong rừng rậm của thông tin.
- Năng lực serendipity là một yếu tố rất quan trọng trong tư duy sáng tạo. Năng lực này giúp nhận biết, kết nối, và sử dụng thông tin hữu ích trong môi trường đa thông tin. Hiên tượng serendipity dẫn tới những phát hiện giá trị cao mang tính bất ngờ và đột ngột nên thường bị nhầm lẫn với sự "may mắn"[1].

## Những biện pháp bổ sung
- Y học: Thành tựu mới về y học, nhất là dược khoa, đã đem lại nhiều kết quả cho việc nâng cao khả năng tư duy. Ngày nay, y học đã tìm ra rất nhiều dược chất có khả năng chống lão hóa não hay chống sự suy giảm khả năng của trí nhớ trong đó có vai trò quan trọng của các chất chống oxy hóa, cũng như vai trò của các muối khoáng và các sinh tố (vitamin) - đặc biệt là sinh tố A. Không chỉ các tiến bộ trong Tây y mà trong Đông y người ta cũng đã có nhiều thành công trong việc dùng hỗn hợp các dược thảo với các dược chất Tây y. Một vị thuốc Đông y nổi tiếng có khả năng phục hồi trí nhớ và giảm stress là gingko bibola.
- Thiền: Thiền định là một phương pháp khá hữu hiệu để chống stress, tăng cường khả năng đề kháng của cơ thể và tăng khả năng suy nghĩ tập trung vào một chủ đề. Đặc biệt các phương pháp thiền Phật giáo còn giúp tư duy của hành giả trở nên độc lập trước mọi thành kiến, kinh nghiệm, hay tri thức vốn đã được huấn tập từ trước trong não bộ. Chính những kiến thức và kinh nghiệm này đôi khi là trở lực che mờ sự sáng suốt hay ngăn trở sự độc lập của tư duy.
- Dưỡng sinh và rèn luyện sức khỏe: Một cá nhân không thể có những hoạt động trí não sáng suốt mạnh mẽ nếu người không đủ sức khỏe để làm việc. Việc ăn uống điều độ, dưỡng sinh đúng mực giúp rất nhiều cho việc giữ não bộ được linh hoạt và bền bỉ. Vai trò của thực phẩm đặc biệt là các chất đạm rất cần thiết cho não bộ hoạt động bình thưòng.
- Chế độ làm việc: Để giảm thiểu hậu quả không tốt do việc tập trung lâu, ngồi lâu và bảo đảm cho sự bền bỉ hoạt động của não bộ nhiều chuyên gia đã cho lời khuyên là phải có các vận động thể dục ngắn để giảm stress cũng như để buông xả bớt các căng thẳng thần kinh sau mỗi 45-60 phút làm việc tập trung. Hơn nữa, bắt cơ thể làm việc với số giờ quá nhiều trong một ngày sẽ làm giảm sức tập trung. Ngoài ra, tổ chức công việc có thứ tự ngăn nắp cũng ảnh hưởng phần nào đến hiệu quả của quá trình tư duy.
- Các kho dữ liệu và vai trò hỗ trợ của tin học: Trong khi nghiên cứu các giải pháp mới thì việc nắm bắt đầy đủ thông tin, tư liệu về vấn đề cần giải quyết là một điều cần thiết trước tiên. Ngoài ra, để có được những ý kiến hay lời giải sáng tạo thì việc vận dụng kiến thức, hiểu biết hay các công cụ mới là rất quan trọng. Ngày nay tận dụng khả năng của tin học người ta có thể giảm thiểu nhiều công sức để tìm tòi tra cứu các kho dữ liệu ở các nơi khác nhau. Đồng thời, có thể truy nhập hay tìm ra các kiến thức cần thiết cho một vấn đề trong thời gian rất ngắn. Đặc biệt, với sự trợ giúp của Internet và các máy truy tìm dữ liệu thì các thông tin rời rạc trước đây của nhân loại đã được nối lại thành một kho dữ liệu quý báu khổng lồ rất tiện lợi cho việc khai thác và tận dụng chúng.

## Các phương pháp thông dụng
Các phương pháp sử dụng trong ngành này còn đang được khám phá. Số lượng phương pháp đã được phát minh có đến hàng trăm. Nội dung các phương pháp áp dụng có hiệu quả bao gồm:
- Tập kích não: Đây là một phương pháp dùng để phát triển nhiều giải đáp sáng tạo cho một vấn đề. Phương pháp này hoạt động bằng cách tập trung sự suy nghĩ vào vấn đề đó; các ý niệm và hình ảnh về vấn đề trước hết được nêu ra một cách rất phóng khoáng và ngẫu nhiên theo dòng tư tưởng, càng nhiều thì càng đủ và càng tốt, rồi vấn đề được xem xét từ nhiều khía cạnh và nhiều cách (nhìn) khác nhau. Sau cùng các ý kiến sẽ được phân nhóm, đánh giá và tổng hợp thành các giải pháp cho vấn đề đã nêu.
- Thu thập ngẫu nhiên: là kĩ thuật cho phép liên kết một kiểu tư duy mới với kiểu tư duy đang được sử dụng. Cùng với sự có mặt của kiểu tư duy mới này thì tất cả các kinh nghiệm sẵn có cũng sẽ được nối vào với nhau. Phương pháp này rất hữu ích khi cần những ý kiến sáng rõ hay những tầm nhìn mới trong quá trình giải quyết một vấn đề. Đây là phương pháp có thể dùng bổ sung thêm cho quá trình tập kích não.
- Nới rộng khái niệm: là một cách để tìm ra các tiếp cận mới về một vấn đề khi mà tất cả các phương án giải quyết đương thời không còn dùng được. Phương pháp này triển khai nguyên tắc "lui một bước" để nới rộng tầm nhìn về vấn đề.
- Kích hoạt: Tác động chính của phương pháp này là để tư tưởng được thoát ra khỏi các nền nếp kiến thức cũ mà đã từng được dùng để giải quyết vấn đề. Chúng ta tư duy bằng cách nhận thức và trừu tượng hóa thành các kiểu rồi tạo phản ứng lại chúng. Các phản ứng đối đáp này dựa trên kinh nghiệm trong quá khứ và sự hữu lý của các kinh nghiệm này. Tư tưởng của chúng ta thường ít vượt qua hoặc đứng bên ngoài của các kiểu mẫu cũ. Trong khi chúng ta có thể tìm ra câu trả lời như là một "kiểu khác" của vấn đề, thì cấu trúc não bộ sẽ gây khó khăn cho chúng ta để liên kết các lời giải này. Phương pháp kích hoạt sẽ làm nảy sinh các hướng giải quyết mới.
- Sáu chiếc mũ tư duy (six thinking hats): là một kĩ thuật được nhằm giúp các cá thể có được nhiều cái nhìn về một đối tượng, những cái nhìn này sẽ khác nhiều so với một người thông thường có thể thấy được. Đây là một khuôn mẫu cho sự tư duy và nó có thể kết hợp thành lối suy nghĩ định hướng. Trong phương pháp này thì các phán xét có giá trị sẽ có chỗ đứng riêng của chúng, nhưng các phê phán đó sẽ không được phép thống trị như là thường thấy trong lối suy nghĩ thông thường. Phương pháp này được dùng chủ yếu là để kích thích lối suy nghĩ song song, toàn diện và tách riêng cá tính (như là bản ngã, các thành kiến,...) với chất lượng.

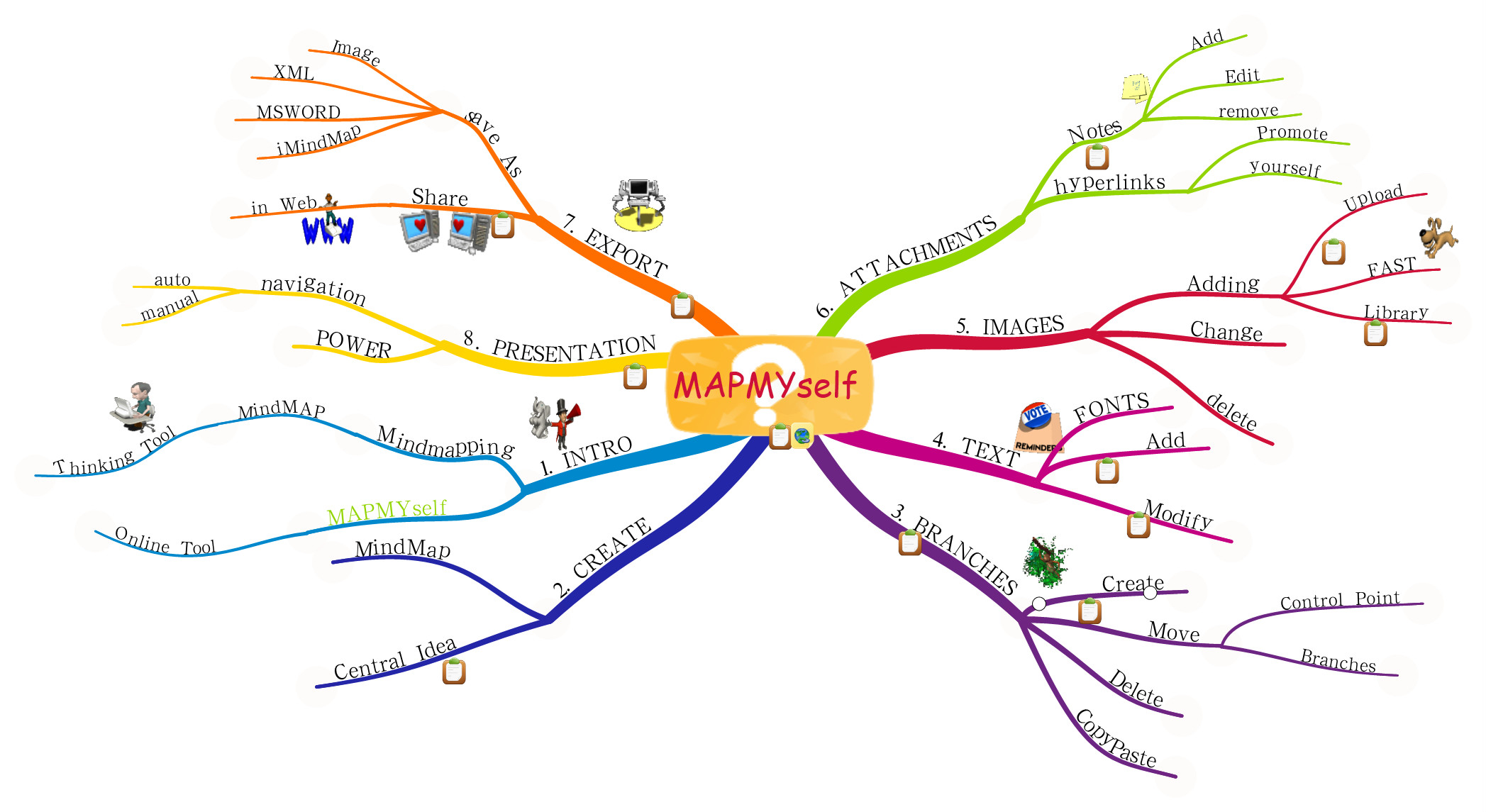
Phương pháp tư duy sáng tạo Giản đồ ý là phương cách rất hữu hiệu để ghi nhớ một sự kiện hay hệ thống phức tạp.
Ghi chú trên hình 1.CPU
2.Bộ nhớ
3.BUS
4.Các bộ điều khiển I/O
5.Bộ điều khiển video
6.Cổng nối tiếp
7.USB
8.Ổ đĩa
9. Ổ CD
10.Màn hình
11.NIC
12.Cổng song song
13.Bàn phím
14.Chuột
15.Máy in
16.Mạng
17.Máy quét hình
18.Máy chụp hình số
19.Máy phóng hình

- DOIT: là phương pháp để gói gọn, hay kết hợp, các phương pháp tư duy sáng tạo lại với nhau và dẫn ra các phương pháp về sự xác định ý nghĩa và đánh giá của vấn đề. DOIT giúp tìm ra kỹ thuật sáng tạo nào là tốt nhất. Chữ DOIT là chữ viết tắt trong tiếng Anh bao gồm

D - Define problem nghĩa là Xác định vấn đề
O - Open mind and Apply creative techniques tức là Cởi mở ý tưởng và Áp dụng các kỹ thuật sáng tạo
I - Identify the best solution là Xác định lời giải đáp tốt nhất
T- Transform là Chuyển đổi
- Đơn vận: Đây là phương pháp mạnh giải quyết vấn đề bằng cách đem nó vào sự vận chuyển đơn nhất. Phương pháp này thích hợp để giải quyết những vấn đề trong môi trường kỹ nghệ sản xuất. Nó đưa phương pháp DOIT lên một mức độ tinh tế hơn. Thay vì nhìn sự sáng tạo như là một quá trình tuyến tính thì cái nhìn của đơn vận đưa quá trình này vào một vòng khép kín không đứt đoạn. Nghĩa là sự hoàn tất cùng với sự thực hiện tạo thành một chu kì dẫn tới chu kì mới nâng cao hơn của sự sáng tạo.
- Giản đồ ý: phương pháp này là một phương tiện mạnh để tận dụng khả năng ghi nhận hình ảnh của bộ não. Nó có thể dùng như một cách để ghi nhớ chi tiết, để tổng hợp hay để phân tích một vấn đề thành một dạng của lược đồ phân nhánh. Phương pháp này củng cố thêm khả năng liên lạc, liên hệ các dữ kiện với nhau cũng như nâng cao khả năng nhớ theo chuỗi dữ kiện xảy ra theo thời gian. Bằng cách dùng giản đồ ý, tổng thể của vấn đề được chỉ ra dưới dạng một hình trong đó các đối tượng được liên hệ với nhau bằng các đường nối. Với cách thức đó, các dữ liệu được ghi nhớ và nhìn nhận dễ dàng và nhanh chóng hơn.
- Tương tự hoá: xem vấn đề như là một đối tượng. So sánh đối tượng này với một đối tượng khác, có thể là bất kì, thường là những bộ phận hữu cơ của tự nhiên. Viết xuống tất cả những sự tương đồng của hai đối tượng, các tính chất về vật lý, hoá học, hình dạng, màu sắc... cũng như là chức năng và hoạt động. Sau đó, xem xét sâu hơn sự tương đồng của cả hai, xem có gì khác nhau và qua đó tìm thấy được những ý mới cho vấn đề.
- Tương tự hoá cưỡng bức: là một cách mở rộng tầm nhìn hay bóp méo những kiến thức hiện hữu để tạo ra những sáng kiến mới.
- Tư duy tổng hợp: là một quá trình phát hiện ra các mối liên hệ làm thống nhất các bộ phận mà tưởng chừng như là tách biệt. Đây là phương thức ghép đặt các sự kiện lại với nhau để mở ra một tầm nhìn mới cho tất cả các loại vấn đề. Phương pháp này không chỉ dùng trong nghiên cứu khoa học mà còn trong nhiều lĩnh vực khác như nghệ thuật, sáng tác... hay ngay cả trong lĩnh vực sử dụng tài hùng biện như chính trị, luật...
- Đảo lộn vấn đề (reversal): Đây là một phương pháp cổ điển được áp dụng triệt để về nhiều mặt trên một vấn đề nhằm tìm ra các thuộc tính chưa được thấy rõ và khả dĩ biến đổi được đối tượng cho phù hợp hơn.
- Cụ thể hoá và Tổng quát hoá
- TRIZ: (Viết tắt từ Nga ngữ Teoriya Resheniya Izobreatatelskikh Zadatch (Теория решения изобретательских задач), Anh ngữ:the Theory of Inventive Problem Solving) tức là Lý thuyết giải quyết sáng tạo cho vấn đề. Đây là lý thuyết sáng tạo được thống kê và tổng hợp thành 40 gợi ý khác nhau và được ghi ra cụ thể cho người áp dụng tùy theo tình huống của vấn đề.

Nhiều phương pháp trình bày trên đây vẫn còn được những người phát minh ra chúng giữ độc quyền trong việc đào tạo và in ấn các tài liệu giáo khoa.

## Lịch sử
Từ xa xưa, các phương pháp tư duy sáng tạo đã bắt nguồn khi loài người biết suy nghĩ. Một trong các phương pháp đầu tiên được dùng tới có lẽ là phương pháp tương tự hoá.
Tiếp theo là các phương pháp tổng hợp, phân tích, trừu tượng và cụ thể hoá chắc chắn đã được các nhà triết học và toán học sử dụng trong thời La Mã cổ đại và thời Xuân Thu.
Tuy nhiên, việc nghiên cứu có hệ thống và trình bày lại một cách đầy đủ cho từng phương pháp thì mãi đến đầu thế kỷ thứ 20 mới xuất hiện. Đặc biệt là sau việc chính thức phát minh ra phương pháp Tập kích não vào năm 1941 của Alex Osborn thì các phương pháp tư duy sáng tạo mới thực sự được các nhà nghiên cứu nhất là các nhà tâm lý học chú ý tới. Kể từ đó, rất nhiều phương pháp tư duy sáng tạo đã ra đời.
Hiện nay, một số khuynh hướng chung là tìm ra các phương pháp để sử dụng kết hợp khả năng tư duy của các cá nhân vào trong một đề tài lớn cùng với sự hỗ trợ của ngành tin học.
Trong tương lai, khi mà thành tựu của việc liên lạc trực tiếp các tín hiệu của các con chip điện tử với não người được hoàn thiện hơn thì chắc chắn nó sẽ tạo ra một cuộc cách mạng mới về các phương pháp tư duy sáng tạo. Lúc đó, việc khó khăn là làm sao cho bộ não của từng cá nhân điều khiển và tận dụng được mọi khả năng của các hệ thống máy tính, cũng như làm sao quản lý việc nối các hoạt động tư duy cá nhân thành một mạng tư duy khổng lồ với thời gian truy cập thông tin là thời gian thực.